# 高山市立岩滝中学校
高山市立岩滝中学校（たかやましりつ いわたきちゅうがっこう）は、岐阜県高山市に存在した公立中学校。

## 概要
- 旧・大野郡大八賀村の中学校であり、大八賀村の東部（岩井・滝）が校区であった。単独の校舎は無く、岩滝小学校の校舎の一部を使用していた[注釈 2]。
- 1977年に高山市立大八中学校と統合し、高山市立東山中学校の新設により廃校。

## 沿革
- 1947年（昭和22年）4月 - 岩滝小学校内に大八賀村立大八中学校岩滝分校として設置。
- 1948年（昭和23年）4月 - 大八賀村立岩滝中学校として独立する。
- 1955年（昭和30年）4月1日 - 大八賀村が高山市に編入される。同時に高山市立岩滝中学校に改称する。
- 1977年（昭和52年）3月 - 統合され、東山中学校の新設により廃校。